# Villanova (Huesca)
Pour les articles homonymes, voir Villanova.
Villanova est une commune espagnole appartenant à la province de Huesca (Aragon, Espagne) dans la comarque de la Ribagorce.